# Titus (empereur romain)
Pour les articles homonymes, voir Titus.
Titus (en latin : Imperator Titus Caesar Vespasianus Augustus), parfois anciennement francisé en Tite, né le 30 décembre 39 et mort le 13 septembre 81, est un empereur romain. Il appartient à la dynastie des Flaviens, et règne de 79 à 81.
Servant tout d'abord sous les ordres de son père Vespasien, il se fait connaître comme commandant militaire pendant la première guerre judéo-romaine. Titus suscite la suspicion parmi les Romains une fois Vespasien devenu empereur, en raison de son statut de préfet de la garde prétorienne, mais aussi à cause de sa relation avec la princesse Bérénice de Judée. En 70, il prend Jérusalem que ses troupes mettent à sac. Sa victoire est suivie de la destruction du Second Temple.
Malgré plusieurs manquements à la morale romaine, Titus devient de plus en plus apprécié après la mort de Vespasien en 79. Son règne, bien que bref, voit plusieurs catastrophes se produire. Alors qu'il vient d'arriver au pouvoir, Titus doit gérer les conséquences de l'éruption du Vésuve, se distinguant par sa grande générosité envers les victimes. L'année suivante, il doit affronter un incendie qui ravage Rome alors que s'achève la construction du Colisée. Enfin, il intervient lui-même pour aider les victimes d'une épidémie de peste qui cause des milliers de morts dans la ville.
Considéré comme un bon empereur par les historiens antiques, il meurt le 13 septembre 81. Son frère Domitien lui succède, construisant en son honneur l'arc de Titus à Rome.

## Biographie

### Famille et enfance
Né à Aquæ Cutiliæ en Sabine — ou à Rome, selon l'historien Suétone —, Titus est le fils de Vespasien. Il descend d'une famille de notables municipaux : son grand-père faisait partie de l’ordre équestre dans la région de Rieti. C’est après la naissance de Titus que les Flaviens prennent une place importante dans le cercle impérial grâce à l’avènement de l’empereur Claude, qui leur accorde sa protection par l'intermédiaire de l’affranchi Narcisse. Titus est ainsi élevé à la cour impériale aux côtés du fils de Claude, Britannicus,, dont il est probablement l'un des rares camarades. Titus bénéficie donc d’une éducation raffinée dans un milieu de luxe, apprenant les lettres grecques et latines sous la férule de son précepteur Sosibius. Appliqué dans ses études, il jouit d'une excellente mémoire, élabore facilement des discours, et écrit même des vers, en latin comme en grec. Il joue correctement de la lyre et chante agréablement.
Après la mort de Britannicus, Titus fait partie des jeunes adolescents proches de Néron.

### L'auxiliaire de son père
Titus montre très tôt des capacités militaires supérieures à la moyenne. Sa carrière politique et militaire connaît une impulsion en même temps que celle de son père, et évolue de manière parallèle à celle-ci.
Le rôle politique du jeune homme commence en 56 ou 57 (c'est-à-dire, à l'âge de dix-sept ou dix-huit ans), quand il devient tribun militaire, d’abord en Germanie — où il rencontre certainement Pline l'Ancien et sympathise avec lui (le savant évoque le jeune militaire dans la préface de son Histoire naturelle) —, puis en Bretagne.
Au milieu des années 60, Titus rentre à Rome et se marie avec Arrecina Tertulla, fille d'un ancien préfet du prétoire. Cette union lui permet à la fois de tisser des liens avec les officiers de Rome et, grâce à la richesse de sa belle-famille, de compenser la précarité de la sienne. Mais son épouse décède prématurément : il se remarie alors avec Marcia Furnilla, d'une famille prestigieuse, et dont il a déjà une fille — il est vraisemblable qu'il a divorcé de Marcia Furnilla lors des purges menées par Néron en réaction à la Conjuration de Pison.
L'ascension de Titus ne commence véritablement qu'en 67, deux ans avant le couronnement de Vespasien. À cette date, il devient légat de la Legio XV Apollinaris en Judée, pour réprimer, sous le commandement de son père, l’insurrection qui marque le début de la première guerre judéo-romaine. La mission qu'il remplit au moment de l'intervention militaire revêt un caractère exceptionnel, car il n’a pas encore exercé sa préture : il est en effet très jeune, puisqu'il n’a que vingt-huit ans. Avec une discipline identique à celle de son père, il mate les cités révoltées, qui tombent les unes après les autres. Son éducation militaire et diplomatique lui est également utile.
Suétone affirme que Titus est un véritable « soutien de l’empereur ». En effet, au cours de l’année 68, le jeune homme est engagé par son père dans des démarches diplomatiques. Ayant appris l’avènement de Galba, Vespasien envoie Titus à Rome pour qu’il fasse allégeance au nouvel empereur, mais les conditions de navigation hivernale le retardent. Apprenant qu’Othon a succédé à Galba et que Vitellius lui dispute le pouvoir, Titus préfère retourner en Orient.

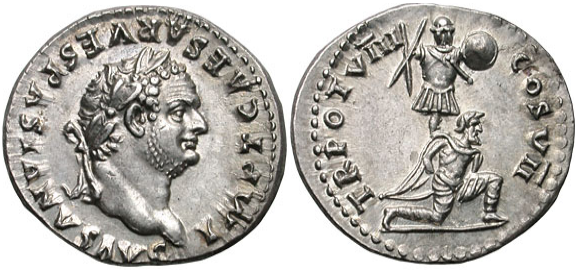
Titus, représenté en Auguste, AR Denier. IMP T CAESAR VESPASIANVS AVG, tête laurée et captif juif agenouillé devant un trophée d'armes, Juin-juillet 79 après J.C.

Titus est chargé d’apaiser les rivalités entre son père et Mucien, qui a rejoint la province de Syrie. Cette mission fondamentale permet à Vespasien d’accéder au pouvoir en menant une action commune avec Mucien. En février ou mars 69, Titus remet à profit ses talents d’homme d’État, indéniables et prometteurs, en apportant à son père des nouvelles fraîches sur l’état d’esprit des armées et des provinces, et en le convainquant de prétendre à l’empire. Jusqu’en juillet 69 où son père est proclamé empereur, Titus mène des tractations diplomatiques qui rallient à la cause de Vespasien des responsables romains de Syrie et d’Égypte. Après le ralliement de tout l’Orient en juillet, il devient responsable en chef de la guerre de Judée.
En 70, Titus dirige les légions romaines et reconquiert la ville de Jérusalem après un long siège dont le détail est rapporté par Flavius Josèphe. Au cours des combats de rue, la ville est détruite et le second Temple de Jérusalem, connu également sous le nom de temple d'Hérode, est incendié. En septembre 70, il est acclamé imperator par ses troupes. Cette victoire lui fait gagner ses lettres de noblesse auprès de l’armée et suscite l’admiration de nombreux Romains. Son succès est tel que l’on commence à murmurer qu’il partagerait une liaison amoureuse passionnée avec Bérénice, princesse de Judée, qu’il envisagerait de disputer l’empire à son père ou qu’il voudrait devenir roi d’Orient.
Quittant la Judée, il fait une halte à Alexandrie, où il participe à une cérémonie en l’honneur d’Apis, au cours de laquelle il se coiffe de la couronne du taureau sacré. Mais, soucieux de ne pas fâcher son père, il hâte son retour vers Rome.

### L’héritier

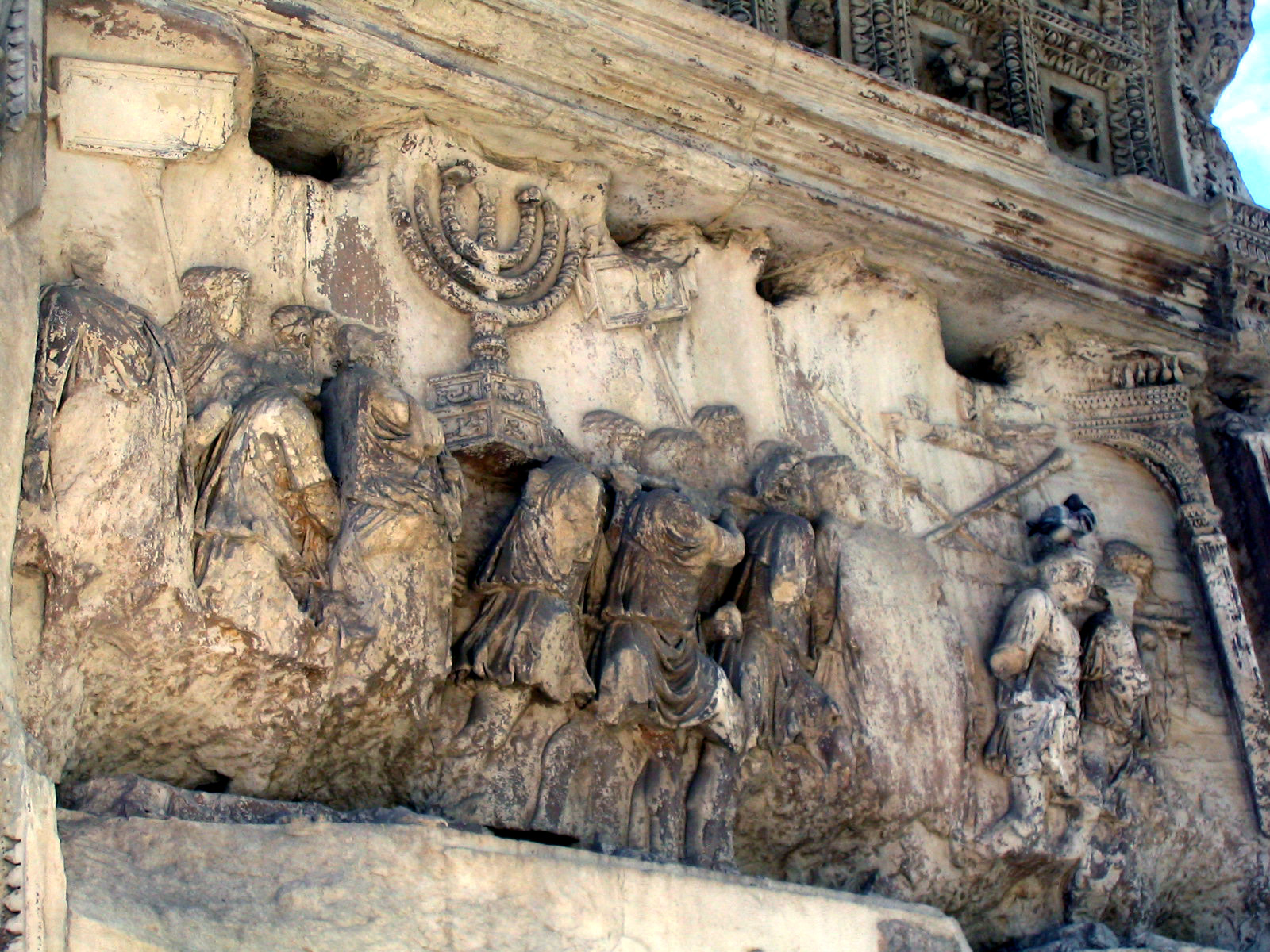
Arc de triomphe de Titus : soldats romains rapportant à Rome la Ménorah et autres objets précieux pillés dans le temple de Jérusalem.

Lorsque Titus revient à Rome, il renouvelle publiquement sa fidélité à Vespasien. Titus célèbre sa victoire de Judée par un triomphe dans Rome. Il distribue de l’argent au peuple, en son nom et celui de son père. L’arc commémoratif érigé plus tard par Domitien (arc de triomphe de Titus) représente son char tiré par un quadrige, ainsi que le cortège avec le butin pillé au second Temple de Jérusalem — dont le chandelier à sept branches, la table des pains de proposition et les trompettes sacrées.
Titus joue désormais le rôle de vice-empereur car, selon Suétone, il devient « partie prenante du pouvoir et même tuteur de l’empire ». Vespasien manifeste la volonté d’associer son fils à l’empire, comme Auguste l'a fait avec Tibère. En 69, Titus et son frère sont nommés Princes de la jeunesse.
Associé au gouvernement de Vespasien, il acquiert la puissance tribunicienne et l'imperium proconsulaire. En 73-74, il est censeur, c'est-à-dire qu’il est chargé de faire recenser les citoyens et de dresser la liste des sénateurs.
Il exerce également sept consulats en 70, 72, 74, 75, 76, 77 et 79. Il peut juger les chevaliers et les sénateurs coupables d’infractions politiques ou de fautes professionnelles.
Titus remplace son père lors de la rédaction de courriers administratifs ou de la lecture des actes officiels devant le sénat. Il assume ainsi directement la gestion des affaires.
En 72, il est nommé préfet du prétoire, alors que la charge est d'ordinaire attribuée à un chevalier. Le préfet du prétoire est le chef de la garde impériale. Il appartient à l'ordre équestre et représente l’empereur quand celui-ci est absent. Titus n'est pas chevalier, c’est donc une nomination hors du commun. Une face cachée de son caractère apparaît alors : pour abattre les hommes dont il soupçonne les visées ambitieuses, il organise des services secrets redoutables chargés de faire courir des rumeurs désobligeantes sur les hommes qu'il juge menaçants. Encouragé par le peuple, qui réclame ouvertement leur exécution, Titus feint de lui obéir et, sans la moindre hésitation, élimine ses ennemis[réf. nécessaire].
Aulus Cæcina est l'une des victimes de cette méthode. En 69, il a trahi Vitellius pour rejoindre les armées flaviennes. Aux yeux de Titus, cet homme est dangereux. Après avoir découvert en 79 le texte d'une harangue que celui-ci comptait prononcer devant les soldats après son assassinat, Titus le fait tuer au sortir d'un banquet. Ces actions favorisent la mauvaise réputation de Titus au sénat et sèment la peur.
Titus monte sur le trône en 79 à la mort de son père. Depuis le coup d'État légal d'Auguste, c'est la première fois qu'une succession dynastique a lieu de père en fils.

### Un prince à la mauvaise réputation

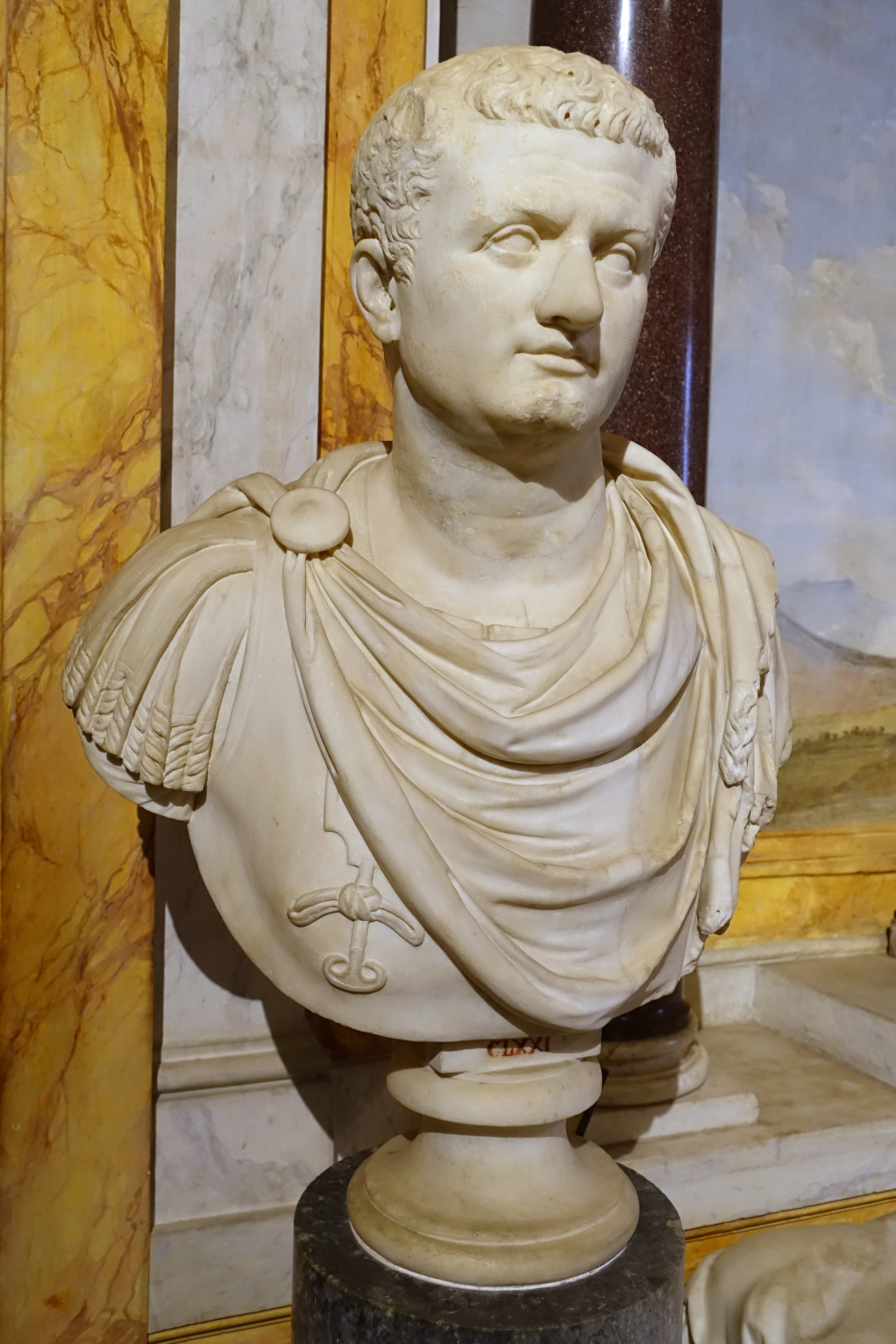
Titus, vers 70, Galerie Borghèse, Rome

Avant son investiture comme empereur, Titus manifeste une intempérance qui laisse mal augurer du comportement du futur prince.
Son éducation à la cour impériale a donné au jeune homme un goût très vif pour toutes les formes de plaisir et de libertinage. Pour le peuple romain, c’est un débauché qui, à l’image de Néron, entretient un certain goût pour les jeunes garçons. Il aime le monde du spectacle et comble de largesses les chanteurs et comédiens qui constituent son entourage. Pendant le règne de son père, il monnaye les jugements et essaye de tirer un profit douteux des affaires dont il a la charge, tout cela, afin de vivre dans le luxe et de donner des fêtes somptueuses et dispendieuses[réf. nécessaire].
Des rumeurs évoquent son « amour fameux pour la reine Bérénice ». Celle-ci, arrière-petite-fille d’Hérode le Grand et fille d’Hérode Agrippa Ier, appartient à la famille royale qui a gouverné en Judée au Ier siècle avant notre ère. C’est en 67, lors de la campagne de Vespasien en Galilée, que la princesse de Judée rencontre Titus, alors qu’elle cherche à aider son frère Hérode Agrippa II à obtenir un rapprochement politique avec les Romains. Bérénice est d’une grande beauté et ses actions politiques impressionnent Titus, qui tombe sous le charme de la reine juive. Dès l’avènement impérial de Vespasien, leur liaison est officielle[réf. nécessaire]. Mais, compte tenu de la désapprobation du peuple romain, Bérénice reste en Judée lors du retour de Titus à Rome. Cependant, en 75, Bérénice vient à Rome avec son frère, ce qui renouvelle les critiques concernant une possible influence orientale néfaste. Pour les historiens modernes, si Bérénice est reçue avec les égards dus à son rang, elle demeure une étrangère et il est difficile de savoir si les deux souverains se sont aimés. Suétone affirme que Titus dut la renvoyer chez elle, « malgré elle et malgré lui », mais les Flaviens savaient parfaitement qu’une telle union aurait porté un coup fatal à leurs efforts pour consolider leur dynastie.
Cependant, la mort de Vespasien le 24 juin 79 change radicalement la personnalité de Titus et la perception qu'a de lui le peuple romain. Pendant son court règne de deux ans, Titus se montre un prince idéal, aussi bien dans ses méthodes de gouvernement qu’auprès de ses sujets.

### Empereur

#### Succession

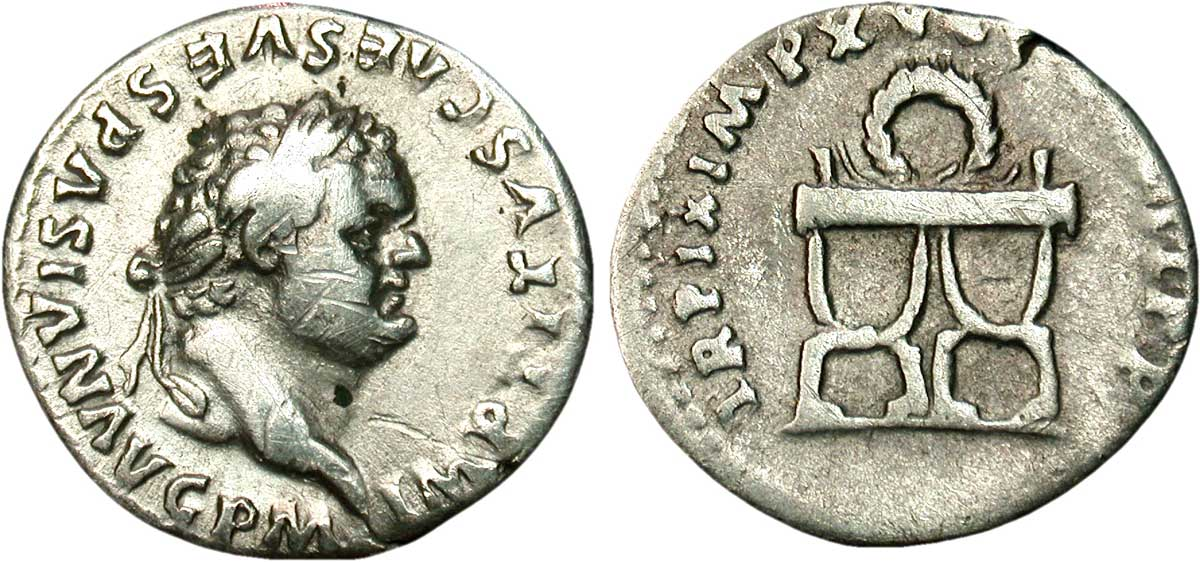
Empire romain. Denier en argent de 80. Avers: effigie de l’empereur Titus ; revers: siège curule surmonté d’une couronne.

Titus est probablement profondément marqué par la mort de son père, car du jour au lendemain, ses défauts s’effacent devant « les plus rares vertus ».
Peut-être a-t-il alors pris conscience de ses devoirs vis-à-vis de la dynastie flavienne. Quoi qu'il en soit, dès son investiture, en 79, il se sépare de ses favoris, s’interdit d’assister aux représentations théâtrales et renonce aux plaisirs. Il choisit ses conseillers parmi les hommes les plus respectables de Rome. Il délaisse ses nuits d’orgie pour des repas officiels, visant davantage l’agrément des convives que l’étalage du luxe.
Cette simplicité affichée, œuvre de la traditionnelle imitatio Augusti chez les empereurs (imitation d'Auguste), n'empêche pas Titus d'organiser de grandes naumachies, spectacles rares et coûteux, et d'inaugurer en grande pompe en l'an 80, le plus grand site de jeux de l'Antiquité, l'amphithéâtre Flavien, plus connu sous le nom de Colisée. Des milliers de bêtes y sont sacrifiées pendant les jeux inauguraux.

#### Éruption du Vésuve et incendie de Rome

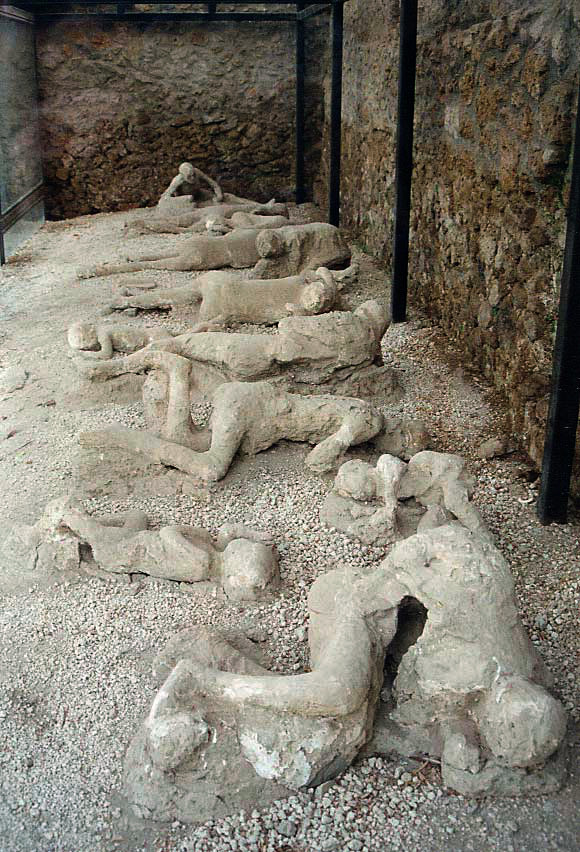
Moulages de victimes humaines de l'éruption du Vésuve trouvées dans le « jardin des Fugitifs » à Pompéi

Ce changement radical de comportement coïncide avec une série de catastrophes qui vont, en deux ans, mettre en relief le caractère de l’empereur.
L’éruption du Vésuve le 24 octobre 79 ensevelit Pompéi et Herculanum sous les cendres, provoquant la mort de milliers de personnes, dont Pline l'Ancien, ami de Titus. L’empereur confie alors le soin à deux consuls de superviser les secours aux sinistrés et fait verser des subventions aux rescapés. Titus octroie à ces derniers les biens de ceux qui ont péri sans laisser d’héritier. Par cette décision, il se démarque de ses prédécesseurs, lesquels, dans des circonstances semblables, se seraient approprié les biens des victimes. Titus se rend ensuite sur les lieux du drame et, par piété, fait exhumer des couches de cendres quelques statues de dieux.
Outre l'éruption du Vésuve, le règne de Titus est aussi marqué par un grave incendie de Rome en 80, comparable en ampleur à celui intervenu sous Néron en 64.
Lors d’une épidémie de peste, qui cause la mort de milliers de personnes, Titus intervient en personne pour secourir la population. Il fait parvenir les secours et vient sur place réconforter les rescapés « apportant la sollicitude d’un empereur et la tendresse d’un père ». Titus n’accepte pas de faire de procès criminel.
La conjonction entre ces événements dramatiques et l’attention, généreuse et dévouée, prodiguée par Titus aux personnes éprouvées, explique la faveur sans égale dont il bénéficie. La tradition lui prête ce mot : « Diem perdidi » (j'ai perdu ma journée), prononcé lorsqu'il terminait une journée sans avoir apporté un bienfait particulier.

#### Une fin prématurée
Alors que Titus gagne rapidement en popularité, son frère cadet Domitien le déteste hautement. Ne possédant ni son charisme, ni la gloire que Titus a gagnée au combat, Domitien colporte des rumeurs, s'essaie à des complots, achète des soldats. Titus refuse néanmoins de l'exiler ou seulement de l'écarter de la cour, essayant vainement de se concilier celui qu'il proclame ouvertement comme son héritier.
Il meurt le 13 septembre 81, à peine deux ans après son intronisation. Les causes de sa mort sont inconnues, les sources antiques divergeant sur le sujet. Suétone parle d'une fièvre. Philostrate avance l'idée d'un empoisonnement. Dion Cassius présente les deux hypothèses, attribuant, dans un cas comme dans l'autre, la responsabilité à Domitien, soit qu'il ait directement empoisonné Titus, soit qu'il l'ait laissé mourir sans soin approprié. Le Talmud de Babylone (Gittin 56b) et le Midrash (Bereshit Rabba 10) font de sa mort une punition divine exécutée par un insecte ayant pénétré dans son nez. Ses énigmatiques derniers mots sont « Je n'ai commis qu'une seule erreur ». Ils font toujours aujourd'hui l'objet de spéculations de la part des historiens.
Un deuil unanime accueille sa disparition, les sénateurs se réunissent pour lui rendre hommage. Le titre de « Délices du genre humain » lui est décerné et lui est resté attaché. Ce souvenir a définitivement effacé dans la mémoire collective le premier Titus, capable de débauches, de cruautés et d'arbitraire despotique. La postérité retiendra surtout le Titus mûri et métamorphosé par sa fonction. Son court règne est l'un des plus heureux de la seconde moitié du premier siècle.
Remplacé par Domitien, il est divinisé par le Sénat romain à la demande du nouvel empereur.

## Famille
Titus a une fille, Julia Titi ou Julia Flavia, de son épouse Marcia Furnilla.

## Noms et titres

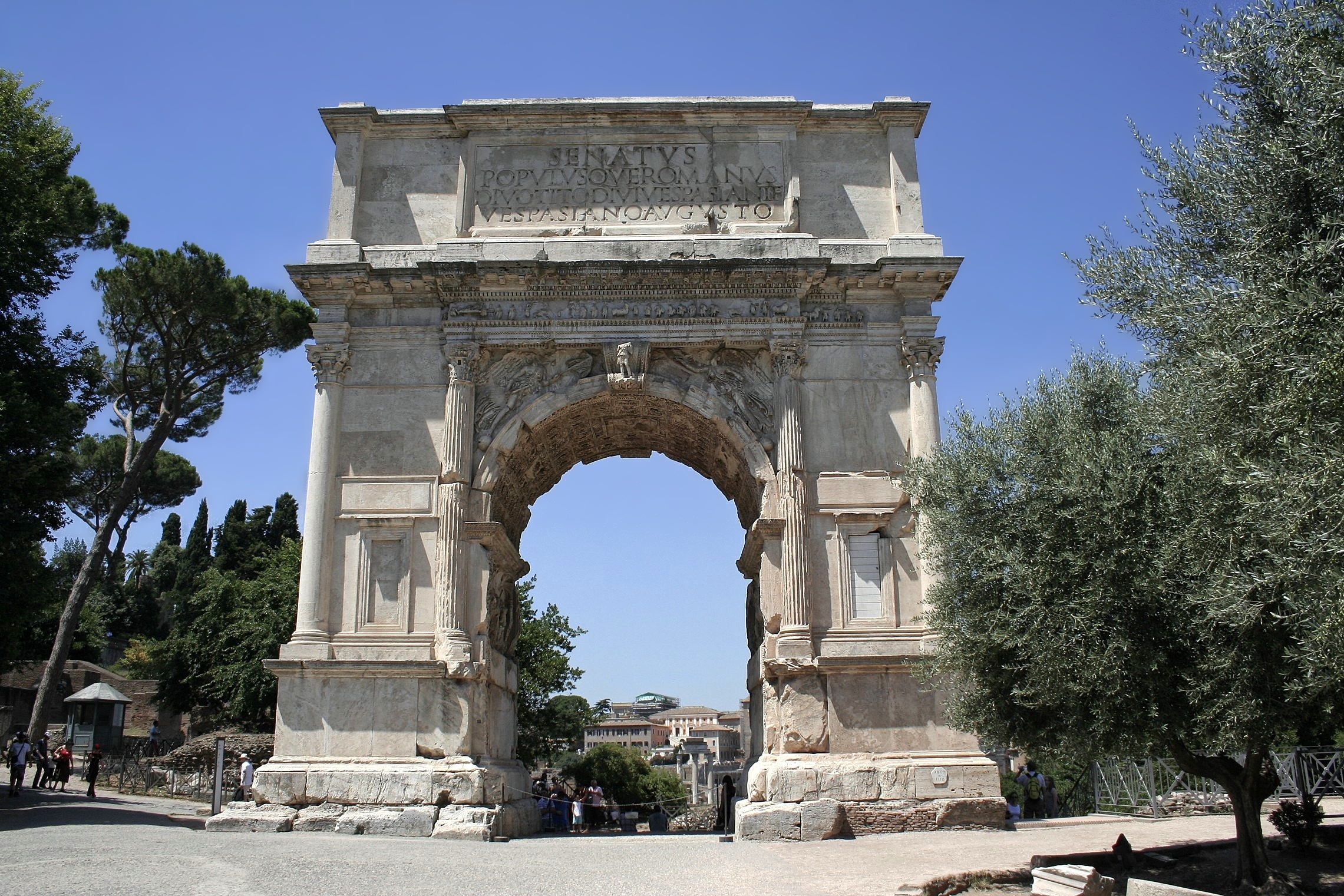
Arc de Titus érigé à Rome par Domitien en 81 ap. J.-C. pour célébrer les victoires de son frère durant la guerre de Judée

### Noms successifs
- 39, naît TITVS•FLAVIVS•VESPASIANVS (comme son père)
- 69, son père devient empereur : TITVS•CÆSAR•VESPASIANVS
- 70, salué imperator à la chute de Jérusalem : IMPERATOR•TITUS•CÆSAR•VESPASIANVS
- 79, accède à l'Empire : IMPERATOR•CÆSAR•VESPASIANVS•AVGVSTVS

### Titres et magistratures
- Consul en 70 et 72, 74, 75, 76, 77, 79, 80
- Censeur en 73
- Pater patriae en 79
- Pontifex maximus en 79
- Acclamé Imperator en 70, 71, 72, 73, 74, 76, 77, 78, 79, 81
- Détient la puissance tribunicienne à partir de 71, renouvelée annuellement le 1er juillet

### Titulature à sa mort
À sa mort en 81 la titulature de Titus était la suivante :
IMPERATOR•TITVS•CÆSAR•VESPASIANVS•AVGVSTVS, PONTIFEX•MAXIMVS, TRIBVNICIÆ•POTESTATIS•XI, IMPERATOR•XVII, CONSVL•VIII, PATER•PATRIÆ
Note : Titus fut divinisé après sa mort par le Sénat

## Postérité

### Littérature
- Tite et Bérénice, pièce de Pierre Corneille (1670).
- Bérénice, pièce de Jean Racine (1670).
- Bérénice, pièce de Robert Brasillach (1954).
- Les Mystères romains, série littéraire de Caroline Lawrence pour la jeunesse.
- Titus- Le martyre des juifs, Tome III de la série « Les Romains » de Max Gallo, Éditions Fayard, 2006.

### Musique
- La clemenza di Tito, opéra de Gluck sur un livret de Pietro Metastasio, créé à Naples le 4 novembre 1752.
- La Clémence de Titus, opéra de Mozart (1791) sur un livret de Caterino Mazzolà. Se réfère à un épisode de son règne narré par Suétone.
- Le regret de Titus, sonate pour violoncelle et piano (op. 11) du compositeur Corentin Apparailly (2023), s'inspirant des derniers mots de l'empereur.

### Peinture

Le Prêtre Joshuah cédant les trésors du Temple de Jérusalem à Titus (François Boucher)

- La Destruction de Jérusalem par Wilhelm von Kaulbach (1846). Huile sur toile, 585 × 705 cm. Neue Pinakothek, Munich. Une peinture de la destruction de Jérusalem dramatiquement autour du personnage de Titus.
- La Destruction du Temple de Jérusalem par Nicolas Poussin (1637). Huile sur toile, 147 × 198,5 cm. Kunsthistorisches Museum, Vienne. Dépeint la destruction et le pillage du deuxième temple par l'armée romaine dirigée par Titus.
- La destruction du temple de Jérusalem par Francesco Hayez (1867). Huile sur toile, 183 × 252 cm. Galleria d'Arte Moderna, Venise.
- Le Siège et la destruction de Jérusalem par les romains sous le commandement de Titus en 70. par David Roberts (1850). Huile sur toile, 136 × 197 cm. Collection privée. Incendie et pillage du temple de Jérusalem.
- Le Triomphe de Titus et Vespasien par Giulio Romano (1540). Huile sur bois, 170 × 120 cm. Musée du Louvre, Paris. Titus et Vespasien traversant Rome sur un char de triomphe, précédés par une parade exhibant le butin ramené de Jérusalem. La peinture présente un anachronisme, la présence de l'arc de Titus, qui n'a été achevé que sous le règne de Domitien.
- Le Triomphe de Titus par Lawrence Alma-Tadema (1885). Huile sur toile. Collection privée. Procession triomphale de Titus et de sa famille. Alma Tameda était connu pour ses reconstitutions historiques méticuleuses[22]. Vespasien, habillé en Pontifex Maximus, marche en tête de sa famille, suivi par Domitien et sa première femme Domitia Longina, qu'il avait récemment épousé. Titus suit Vespasien en habits religieux. Un échange de regards entre Titus et Domitia suggère une relation sur laquelle les historiens ont spéculé[23],[24].

### Cinéma
- Those About To Die, 2024. Série télévisée américano-germano-italienne diffusée sur Prime Video.L'histoire se déroule sous le règne des empereurs Vespasien puis Titus. Elle raconte le monde des gladiateurs et des courses de char dans la Rome Antique. Titus est joué par l'acteur britannique Tom Hughes.